# Getty
getty (сокращение от get teletype) — программа для UNIX-подобных операционных систем, управляющая доступом к физическим и виртуальным терминалам (tty). Программа выполняет запрос имени пользователя и запускает программу «login» для авторизации пользователя.
Getty может быть использована системными администраторами для предоставления доступа к другим программам. Например, для предоставления доступа к демону pppd для получения dial-up интернет-соединения.